# 巴哈伊信仰的神
巴哈伊信仰基本秉持一神论的观点，认为上帝是自生、常在的一切受造物之源。在巴哈伊信仰中，上帝被描述为“不可知的、不可见的、永存的、全知的、全在的、全能的人格神，是一切启示之源”。上帝作为超验的存在，其形象只通过受造物反应。上帝创造受造物的目的是让受造物认识并爱其创造者。上帝通过被称为上帝的显示者的中间人传达他的意志，这些中间人即为从史前时期到现在的创立了各大宗教的先知或使者。

## 上帝
巴哈伊教义认为有且只有一个上帝，且上帝是不可知的，从物质世界是绝对无法触及其本质的。历史上所有关于上帝的概念只是人类心智的表现，并且不能完全反映上帝的本质。也因为上帝本质的不可知性，我们只能通过被称为上帝的显示者的神圣使者获得我们能理解的关于上帝的知识。上帝派遣显示者是为了人类的灵性启蒙，显示者是向物质世界反映上帝的属性。 受造物只体现上帝的一种或多种属性，而人类灵魂具有体现其所有属性的潜力。巴哈伊信仰在20世纪上半叶的信仰核心守基·阿芬第曾将上帝描述为不可见、全知、全能、人格化、理性的存在。

### 上帝唯一
尽管不同的文化与宗教对上帝的概念与其本质的认知各不相同，但是巴哈伊相信其最终有着相同的指向。那些不同之处亦未被简单地认为是因互相冲突的文化而对上帝这一概念的互相冲突的建构，而是因为不同的社会环境產生了各不相同的社会需要，而对神圣指引出現了不同反应。任何单一的信仰或对上帝这一概念的任何单一诠释，都不应被认为优于其余。巴哈伊信仰将世界各宗教视为一个单一信仰的不同阶段，由不同的上帝的显示者渐进并分阶段的启示。关于此问题，巴哈欧拉写道：
一切赞美归于独一的上苍，一切荣誉归于祂，祂是至高无上的主、无与伦比的、最为荣耀的宇宙统治者。祂从绝对的虚无创造了万物的真性；由空无一物创造出祂的创造物中最纯粹精妙的元素。祂也把其创造物从远离祂的卑微中，从最终绝灭的危险中，拯救出来，安置于祂那不朽荣耀的天国。缺少祂那笼罩一切的恩泽，弥漫万有的慈悲，任何东西都是不能完成这伟业的。否则，虚无怎么可能自动地获得由不存在的状态进入存在的王国的价值和能力呢？

### 对上帝的认识
巴哈伊认为，因为人类认知能力的限制，没有可能获得关于上帝的直接知识，亦无法对上帝这一概念作出准确的定义。人类为上帝附加的像“全能”、“至爱”等属性，源自人们对“能力”或“爱”的具有局限性的体验。巴哈欧拉进一步认为，有关上帝的属性的知识系通过上帝的显示者向人类显现。
祂的创造这么完美、如此无所不包，以至没有任何纯洁的、明察秋毫的心智，能捉摸祂的哪怕最微不足道的创造物的性质，更不用说探测真理之阳那不可见、不可知的本质的奥妙。

### 人格神
所谓人格神，意味着具有理性与感知爱的能力，巴哈伊文献清楚地阐明，这並不意味着上帝具有人类的外貌或任何物理形态。
巴哈伊认为人类可以通过祈祷、冥想、服务及对圣作的学习而更接近上帝。

## 上帝的显示者
巴哈伊认为上帝连续不断地通过多种途径，特别是通过被称为上帝的显示者的一系列神圣使者（或称“神圣的教育者”）传达其神圣意旨，为了实现上帝的意旨，这些上帝的显示者创立了各大宗教。因为上帝的至伟性，人类对其无法完全理解，通过具有局限性的文字亦无法对其概念作出准确的描述，所以巴哈伊经典更多地着墨于其神圣美德或属性上。巴哈伊经典中提到的上帝的神圣属性包括全知、至能、至爱、至仁、富于同情、至为荣耀的。这些神圣属性由上帝的显示者如明镜反射光线般显示给世人（而非像基督教的道成肉身）。人类通过这些神圣教育者來接近上帝，而上帝通过他们作出神圣启示并揭示律法。

## 上帝之名
在巴哈伊经典里，经常用各类称号和属性指代上帝，如全能的、至善的、无与伦比的、仁慈的、协助者、满含荣耀的、全知的。巴哈伊相信所有对上帝的称呼中最伟大的是“至为荣耀的”和阿拉伯语中的“巴哈”。“巴哈”是下列称呼或短语的来源：问候语“阿拉乌阿卜哈”（上帝是至为荣耀的）、“呀巴哈乌拉卜哈”（哦，你是荣耀中最荣耀的）、“巴哈欧拉”（上帝的荣耀）。巴哈伊认为巴哈伊信仰的创立者巴哈欧拉是“上帝之名和上帝神圣属性的完整体现”。

### 引用
1. ↑  Hatcher 1985，第74頁
2. 1 2 3  Smith 2008，第106頁
3. ↑  Effendi 1944，第139頁
4. ↑  Smith 2008，第111頁
5. ↑  Smith 2008，第107–108頁
6. ↑  Hatcher 1985，第123–126頁
7. ↑  Saiedi 2008，第163–180頁
8. ↑  . . Chicago: Encyclopaedia Britannica: 797. 2005. ISBN 1-59339-236-2.
9. ↑  Smith 2000，第276–277頁
10. ↑  Hatcher 1985，第74–75頁
11. ↑  Bahá'u'lláh 1976，第64–65頁
12. ↑  Adamson 2007，第186–188頁
13. ↑  Momen 1988
14. ↑  Bahá'u'lláh 1976，第60–64頁
15. ↑  Smith 2008，第117–118頁
16. ↑  Hutter, Manfred. . Ed. Lindsay Jones  (编).  2 2nd. Detroit: Macmillan Reference USA: 737–740. 2005. ISBN 0-02-865733-0.
17. ↑  Cole 1982，第1–38頁
18. ↑  Hatcher 1985，第115–123頁
19. ↑  Adamson, Hugh C. . Metuchen, N.J: Scarecrow Press. 2007. ISBN 0-8108-5096-6.
20. ↑  Smith, Peter. . . Oxford: Oneworld Publications: 167–168. 2000. ISBN 1-85168-184-1.
21. ↑  McLean, Jack; Lee, Anthony A., , Kalimat Press: 66, 1997  [2016-03-05], ISBN 0-933770-96-0, （原始内容存档于2020-10-30）